# GP2-Lauf in Sepang 2013
Der GP2-Lauf in Sepang 2013 war der erste Lauf der GP2-Serie 2013 und fand vom 22. bis 24. März auf dem Sepang International Circuit in Sepang statt.

## Berichte

### Hintergrund
Es traten sechs Debütanten zu diesem Rennwochenende an: Mitch Evans, Daniel Abt, Ma Qinghua, Conor Daly, Kevin Giovesi und Adrian Quaife-Hobbs. Evans, Abt und Daly fuhren zuvor in der GP3-Serie, Quaife-Hobbs in der Auto GP, Ma war zuvor Testfahrer in der Formel 1 und Giovesi fuhr in der European F3 Open und italienischen Formel-3-Meisterschaft.
Drei Teams stiegen neu in die Serie ein. MP Motorsport, Hilmer Motorsport und Russian Time.
Mit James Calado trat ein ehemaliger Sieger dieses Rennens an.

### Training
Im freien Training fuhr Calado die schnellste Rundenzeit vor Simon Trummer und Tom Dillmann.

### Qualifying
Im Qualifying erzielte Stefano Coletti die Pole-Position vor dem Vorjahressieger im Sprintrennen Calado. Drittschnellster war Felipe Nasr.
Während des Qualifyings kam es zu einem Zwischenfall zwischen Sam Bird und Johnny Cecotto jr. Zunächst hatte Bird Cecotto auf seiner schnellen Runde behindert, sodass dieser seine Zeit nicht verbessern konnte. Als Reaktion darauf drängte Cecotto kurz darauf Bird von der Strecke, Bird musste auf das Gras ausweichen. Bird wurde infolgedessen von den Stewards um drei Startpositionen strafversetzt. Das Verhalten Cecottos werteten die Stewards als „inakzeptable Reaktion“ und schlossen ihn vom Qualifying aus. Bird musste somit von Position acht das Rennen starten, Cecotto von Startplatz 26.

### Hauptrennen
Beim Start verteidigte Coletti seine Führung. Hinter ihm kam es zu Positionsverschiebungen. Fabio Leimer startete gut und verbesserte sich von Position vier auf zwei. Nasr blieb auf Position drei, Calado war neuer Vierter. Kurz darauf duellierten sich Nasr und Calado, wovon Evans profitierte und beide überholte. Calado gewann das Duell gegen Nasr, welcher anschließend auf Position fünf lag. Für Marcus Ericsson war das Rennen nach einer Kollision mit Palmer in der ersten Runde bereits zu Ende.
Nach der ersten Runde führte Coletti vor Leimer, Evans, Calado, Nasr und Trummer.
Kurze Zeit später setzte sich Calado auf der Start-Ziel-Geraden neben Evans und fuhr auf der Außenbahn der ersten Kurve neben ihm her, um dann einen Vorteil in der darauffolgenden Kurve zu haben und sich vor ihm zu positionieren. 
Beim Anbremsen in die letzte Kurve in der vierten Runde startete Quaife-Hobbs einen Überholversuch gegen seinen Teamkollegen Daniël de Jong. Die beiden MP Motorsport-Piloten kollidierten und mussten beide mit Aufhängungsschäden das Rennen beenden. 
Währenddessen fuhr Leimer schnellere Zeiten als Coletti und konnte die Lücke zu ihm schließen. Coletti hatte seinen Reifen stärker beansprucht und musste Leimer nun hinter sich halten, bis das Boxenstoppfenster öffnete. Dies gelang ihm und ging am Ende der sechsten Runde in die Box.
Währenddessen war das Rennen für Abt nach einem Dreher ohne Kontakt mit einem anderen Fahrzeug beendet.
Nach den Boxenstopps hatte Coletti weiterhin die Führung vor Leimer inne. Doch auch auf der härteren Reifenmischung begann Coletti Probleme zu bekommen. Um Position acht herum begann ein Duell um die Reserve-Grid-Pole. Evans verteidigte zunächst seine siebte Position gegen Stéphane Richelmi. Als dieser einen Überholversuch wagte, nutze Bird die Chance und überholte beide in einem Manöver. Richelmis Überholversuch scheiterte zunächst, doch war Evans nicht in der Lage ihn hinter sich zu halten.
Sechs Runden vor Schluss schloss Leimer erneut zu Coletti auf, auch Calado kam näher. In der folgenden Runde überholte Leimer auf der Außenbahn und übernahm die Führung des Rennens. Kurz darauf konnte auch Calado an Coletti vorbeigehen. 
Leimer gewann das Rennen vor Calado und Coletti. Richelmi wurde am Ende Achter und hatte sich somit die Pole-Position für das Sprintrennen gesichert. Die schnellste Runde und somit zusätzliche zwei Punkte hatte Bird eingefahren.

### Sprintrennen
Als die Fahrer in die Einführungsrunde starteten, würgte Jolyon Palmer sein Fahrzeug ab und wurde vom ganzen Feld überholt. Anschließend wurde er in die Boxengasse geschoben, wo der Motor erneut gestartet wurde. Palmer musste daraufhin aus der Boxengasse dem Feld hinterherstarten.
Beim Start ins Rennen blieb Kevin Ceccon stehen. Er wurde ebenfalls in die Boxengasse geschoben und nahm das Rennen mit einer Runde Rückstand auf. Coletti startete von Position fünf gut und platzierte sich in der Bremszone zur ersten Kurve ganz links. Er bog parallel mit Richelmi die diese ein und ging in der darauffolgenden Linkskurve in Führung. Bird war indes schlechter gestartet und hatte mehrere Positionen verloren. 
Im Tumult der Startphase fuhr Calado dem vor ihm fahrenden Leimer mit seinem Frontflügel an dessen Hinterrad, woraufhin der Frontflügel abbrach und sich unter Calados Fahrzeug verkeilte. Aufgrund dessen hatte Calado keine Kontrolle mehr über seinen Boliden und rutschte in die vor ihm abbiegenden Konkurrenten. Er traf Julian Leal und Bird, woraufhin für alle drei Fahrer das Rennen beendet war. Im Anschluss an das Rennen wurde Calado mit einer Rückversetzung um zehn Startpositionen im folgenden Hauptrennen belegt.
Nach der ersten Runde führte Coletti vor Richelmi, Nasr, Evans, Cecotto und Leimer.
Zu Beginn der zweiten Runde überholte Nasr Richelmi am Ende der Start-Ziel-Geraden und übernahm Position zwei. Währenddessen hatte sich Coletti bereits einen Vorsprung herausgefahren.
Im hinteren Teil des Feldes begannen Palmer und Ericsson, sich nach vorne zu arbeiten. Nach 18 Runden lag Palmer bereits auf dem zwölften Rang. Währenddessen kam es an der Spitze zu zwei Positionskämpfen. Nasr war dicht an Coletti herangefahren und Evans machte Druck auf Richelmi. Letzterer verbremste sich sechs Runden vor Schluss in die letzte Kurve und musste Evans passieren lassen.
Coletti hatte, wie auch schon im Hauptrennen, Probleme mit den Reifen. Dieses Mal konnte er seinen Vorsprung jedoch verteidigen und sicherte sich seinen dritten Sieg in der GP2-Serie. Nasr wurde Zweiter vor Evans, Richelmi, Cecotto und Trummer. Palmer hatte es indes bis auf Position neun geschafft. Die schnellste Runde für Nathanaël Berthon, da er jedoch nicht unter den besten zehn gewertet wurde, gingen die Punkte an den Zweitschnellsten, Coletti.

## Meldeliste
Alle Teams und Fahrer verwendeten das Dallara-Chassis GP2/11, Motoren von Renault-Mecachrome und Reifen von Pirelli.
| Team                 | Auto # | Fahrer              |
| -------------------- | ------ | ------------------- |
| DAMS                 | 01     | Marcus Ericsson     |
| DAMS                 | 02     | Stéphane Richelmi   |
| ART Grand Prix       | 03     | James Calado        |
| ART Grand Prix       | 04     | Daniel Abt          |
| Arden International  | 05     | Johnny Cecotto jr.  |
| Arden International  | 06     | Mitch Evans         |
| Racing Engineering   | 07     | Julian Leal         |
| Racing Engineering   | 08     | Fabio Leimer        |
| Carlin               | 09     | Felipe Nasr         |
| Carlin               | 10     | Jolyon Palmer       |
| Russian Time         | 11     | Sam Bird            |
| Russian Time         | 12     | Tom Dillmann        |
| Caterham Racing      | 14     | Sergio Canamasas    |
| Caterham Racing      | 15     | Qing Hua Ma         |
| Barwa Addax Team     | 16     | Jake Rosenzweig     |
| Barwa Addax Team     | 17     | Rio Haryanto        |
| Rapax                | 18     | Stefano Coletti     |
| Rapax                | 19     | Simon Trummer       |
| Trident Racing       | 20     | Nathanaël Berthon   |
| Trident Racing       | 21     | Kevin Ceccon        |
| Hilmer Motorsport    | 22     | Conor Daly          |
| Hilmer Motorsport    | 23     | Pål Varhaug         |
| Venezuela GP Lazarus | 24     | René Binder         |
| Venezuela GP Lazarus | 25     | Kevin Giovesi       |
| MP Motorsport        | 26     | Adrian Quaife-Hobbs |
| MP Motorsport        | 27     | Daniël de Jong      |

## Klassifikationen

### Qualifying
| Pos. | Fahrer              | Team                 | Zeit     | Start |
| ---- | ------------------- | -------------------- | -------- | ----- |
| 01   | Stefano Coletti     | Rapax                | 1:44,280 | 01    |
| 02   | James Calado        | ART Grand Prix       | 1:44,284 | 02    |
| 03   | Felipe Nasr         | Carlin               | 1:44.288 | 03    |
| 04   | Fabio Leimer        | Racing Engineering   | 1:44,463 | 04    |
| 05   | Sam Bird            | Russian Time         | 1:44,598 | 08    |
| 06   | Mitch Evans         | Arden International  | 1:44,618 | 05    |
| 07   | Rio Haryanto        | Barwa Addax Team     | 1:44,681 | 06    |
| 08   | René Binder         | Venezuela GP Lazarus | 1:44,687 | 07    |
| 09   | Simon Trummer       | Rapax                | 1:44,692 | 09    |
| 10   | Tom Dillmann        | Russian Time         | 1:44,731 | 10    |
| 11   | Julian Leal         | Racing Engineering   | 1:44,732 | 11    |
| 12   | Sergio Canamasas    | Caterham Racing      | 1:44,761 | 12    |
| 13   | Marcus Ericsson     | DAMS                 | 1:44,766 | 13    |
| 14   | Johnny Cecotto jr.  | Arden International  | 1:44,788 | EX    |
| 15   | Adrian Quaife-Hobbs | MP Motorsport        | 1:45,191 | 14    |
| 16   | Stéphane Richelmi   | DAMS                 | 1:45,262 | 15    |
| 17   | Conor Daly          | Hilmer Motorsport    | 1:45,289 | 16    |
| 18   | Nathanaël Berthon   | Trident Racing       | 1:45,378 | 17    |
| 19   | Kevin Ceccon        | Trident Racing       | 1:45,491 | 18    |
| 20   | Qing Hua Ma         | Caterham Racing      | 1:45,497 | 19    |
| 21   | Daniël de Jong      | MP Motorsport        | 1:45,522 | 20    |
| 22   | Daniel Abt          | ART Grand Prix       | 1:45,593 | 21    |
| 23   | Jolyon Palmer       | Carlin               | 1:45,662 | 22    |
| 24   | Jake Rosenzweig     | Barwa Addax Team     | 1:45,662 | 23    |
| 25   | Pål Varhaug         | Hilmer Motorsport    | 1:45,830 | 24    |
| 26   | Kevin Giovesi       | Venezuela GP Lazarus | 1:45,985 | 25    |

Anmerkungen
1. ↑  Bird wurde wegen Behinderns von Johnny Cecotto jr. um 3 Positionen nach hinten versetzt.
2. ↑  Cecotto wurde wegen „inakzeptabler Reaktion“ auf die Behinderung von Sam Bird vom Qualifying ausgeschlossen.

### Hauptrennen
| Pos. | Fahrer              | Team                 | Runden | Zeit       | Start | Schnellste Runde |
| ---- | ------------------- | -------------------- | ------ | ---------- | ----- | ---------------- |
| 01   | Fabio Leimer        | Racing Engineering   | 31     | 57:49,385  | 04    | 1:48,947 (08.)   |
| 02   | James Calado        | ART Grand Prix       | 31     | + 2,045    | 02    | 1:49,714 (19.)   |
| 03   | Stefano Coletti     | Rapax                | 31     | + 11,271   | 01    | 1:49,739 (04.)   |
| 04   | Felipe Nasr         | Carlin               | 31     | + 12,810   | 03    | 1:49,846 (26.)   |
| 05   | Julian Leal         | Racing Engineering   | 31     | + 28,837   | 11    | 1:49,242 (11.)   |
| 06   | Jolyon Palmer       | Carlin               | 31     | + 34,209   | 22    | 1:49,637 (23.)   |
| 07   | Sam Bird            | Russian Time         | 31     | + 41,183   | 08    | 1:48,777 (16.)   |
| 08   | Stéphane Richelmi   | DAMS                 | 31     | + 58,941   | 15    | 1:49,445 (08.)   |
| 09   | Simon Trummer       | Rapax                | 31     | + 1:02,853 | 09    | 1:49,540 (16.)   |
| 10   | Mitch Evans         | Arden International  | 31     | + 1:13,730 | 05    | 1:49,363 (08.)   |
| 11   | René Binder         | Venezuela GP Lazarus | 31     | + 1:16,137 | 07    | 1:49,989 (15.)   |
| 12   | Johnny Cecotto jr.  | Arden International  | 31     | + 1:18,357 | 26    | 1:50,143 (27.)   |
| 13   | Conor Daly          | Hilmer Motorsport    | 31     | + 1:20,096 | 16    | 1:49,407 (15.)   |
| 14   | Tom Dillmann        | Russian Time         | 31     | + 1:21,812 | 10    | 1:49,103 (11.)   |
| 15   | Pål Varhaug         | Hilmer Motorsport    | 31     | + 1:23,754 | 24    | 1:49,458 (18.)   |
| 16   | Kevin Giovesi       | Venezuela GP Lazarus | 31     | + 1:35,775 | 25    | 1:50,647 (24.)   |
| 17   | Kevin Ceccon        | Trident Racing       | 31     | + 1:37,928 | 18    | 1:50,161 (09.)   |
| 18   | Jake Rosenzweig     | Barwa Addax Team     | 31     | + 1:43,252 | 23    | 1:50,026 (24.)   |
| 19   | Sergio Canamasas    | Caterham Racing      | 31     | + 2:00,257 | 12    | 1:51,358 (02.)   |
| 20   | Rio Haryanto        | Barwa Addax Team     | 30     | + 1 Runde  | 06    | 1:50,211 (15.)   |
| 21   | Qing Hua Ma         | Caterham Racing      | 30     | + 1 Runde  | 19    | 1:51,446 (12.)   |
| —    | Nathanaël Berthon   | Trident Racing       | 19     | DNF        | 17    | 1:51,394 (10.)   |
| —    | Daniel Abt          | ART Grand Prix       | 09     | DNF        | 21    | 1:51,444 (03.)   |
| —    | Daniël de Jong      | MP Motorsport        | 03     | DNF        | 20    | 1:53,231 (03.)   |
| —    | Adrian Quaife-Hobbs | MP Motorsport        | 03     | DNF        | 14    | 1:52,217 (03.)   |
| —    | Marcus Ericsson     | DAMS                 | 0      | DNF        | 13    | —                |

### Sprintrennen
| Pos. | Fahrer              | Team                 | Runden | Zeit      | Start | Schnellste Runde |
| ---- | ------------------- | -------------------- | ------ | --------- | ----- | ---------------- |
| 01   | Stefano Coletti     | Rapax                | 22     | 40:49.455 | 06    | 1:50,253 (05.)   |
| 02   | Felipe Nasr         | Carlin               | 22     | + 0,832   | 05    | 1:50,536 (04.)   |
| 03   | Mitch Evans         | Arden International  | 22     | + 8,358   | 10    | 1:50,661 (03.)   |
| 04   | Stéphane Richelmi   | DAMS                 | 22     | + 11,935  | 01    | 1:50,750 (04.)   |
| 05   | Johnny Cecotto jr.  | Arden International  | 22     | + 15,874  | 12    | 1:50,564 (04.)   |
| 06   | Simon Trummer       | Rapax                | 22     | + 17,072  | 09    | 1:50,676 (03.)   |
| 07   | Conor Daly          | Hilmer Motorsport    | 22     | + 17,479  | 13    | 1:50,366 (05.)   |
| 08   | René Binder         | Venezuela GP Lazarus | 22     | + 23,726  | 11    | 1:50,710 (12.)   |
| 09   | Jolyon Palmer       | Carlin               | 22     | + 24,326  | 03    | 1:50,671 (15.)   |
| 10   | Kevin Giovesi       | Venezuela GP Lazarus | 22     | + 29,020  | 16    | 1:51,025 (07.)   |
| 11   | Tom Dillmann        | Russian Time         | 22     | + 30,522  | 14    | 1:50,881 (08.)   |
| 12   | Fabio Leimer        | Racing Engineering   | 22     | + 30,802  | 08    | 1:50,599 (04.)   |
| 13   | Marcus Ericsson     | DAMS                 | 22     | + 31,342  | 24    | 1:50,603 (15.)   |
| 14   | Daniël de Jong      | MP Motorsport        | 22     | + 32,391  | 24    | 1:51,170 (17.)   |
| 15   | Sergio Canamasas    | Caterham Racing      | 22     | + 35,336  | 19    | 1:51,005 (14.)   |
| 16   | Daniel Abt          | ART Grand Prix       | 22     | + 36,339  | 23    | 1:51,529 (10.)   |
| 17   | Adrian Quaife-Hobbs | MP Motorsport        | 22     | + 37,033  | 25    | 1:51,463 (04.)   |
| 18   | Rio Haryanto        | Barwa Addax Team     | 22     | + 43,468  | 20    | 1:51,549 (04.)   |
| 19   | Pål Varhaug         | Hilmer Motorsport    | 22     | + 46.092  | 15    | 1:51,274 (04.)   |
| 20   | Jake Rosenzweig     | Barwa Addax Team     | 22     | + 51,244  | 18    | 1:51,525 (05.)   |
| 21   | Nathanaël Berthon   | Trident Racing       | 22     | + 53,777  | 21    | 1:48,780 (18.)   |
| 22   | Kevin Ceccon        | Trident Racing       | 21     | + 1 Runde | 17    | 1:50,722 (08.)   |
| —    | Sam Bird            | Russian Time         | 0      | DNF       | 02    | —                |
| —    | Julian Leal         | Racing Engineering   | 0      | DNF       | 04    | —                |
| —    | James Calado        | ART Grand Prix       | 0      | DNF       | 07    | —                |
|      | Qing Hua Ma         | Caterham Racing      |        | DNS       |       |                  |

## Meisterschafts-Stände nach dem Lauf

### Fahrerwertung
| Pos. | Fahrer             | Team                 | Punkte |
| ---- | ------------------ | -------------------- | ------ |
| 01   | Stefano Coletti    | Rapax                | 36     |
| 02   | Fabio Leimer       | Racing Engineering   | 25     |
| 03   | Felipe Nasr        | Carlin               | 24     |
| 04   | James Calado       | ART Grand Prix       | 18     |
| 05   | Stéphane Richelmi  | DAMS                 | 12     |
| 06   | Mitch Evans        | Arden International  | 11     |
| 07   | Julian Leal        | Racing Engineering   | 10     |
| 08   | Jolyon Palmer      | Carlin               | 8      |
| 09   | Sam Bird           | Russian Time         | 8      |
| 10   | Johnny Cecotto jr. | Arden International  | 6      |
| 11   | Simon Trummer      | Rapax                | 6      |
| 12   | Conor Daly         | Hilmer Motorsport    | 2      |
| 13   | René Binder        | Venezuela GP Lazarus | 1      |

| Pos. | Fahrer              | Team                 | Punkte |
| ---- | ------------------- | -------------------- | ------ |
| 14   | Kevin Giovesi       | Venezuela GP Lazarus | 0      |
| 15   | Tom Dillmann        | Russian Time         | 0      |
| 16   | Marcus Ericsson     | DAMS                 | 0      |
| 17   | Daniël de Jong      | MP Motorsport        | 0      |
| 18   | Pål Varhaug         | Hilmer Motorsport    | 0      |
| 19   | Sergio Canamasas    | Caterham Racing      | 0      |
| 20   | Daniel Abt          | ART Grand Prix       | 0      |
| 21   | Kevin Ceccon        | Trident              | 0      |
| 22   | Adrian Quaife-Hobbs | MP Motorsport        | 0      |
| 23   | Jake Rosenzweig     | Barwa Addax          | 0      |
| 24   | Rio Haryanto        | Barwa Addax          | 0      |
| 25   | Qing Hua Ma         | Caterham Racing      | 0      |
| 26   | Nathanaël Berthon   | Trident              | 0      |

### Teamwertung
| Pos. | Team                | Punkte |
| ---- | ------------------- | ------ |
| 01   | Rapax               | 42     |
| 02   | Racing Engineering  | 35     |
| 03   | Carlin              | 32     |
| 04   | ART Grand Prix      | 18     |
| 05   | Arden International | 17     |
| 06   | DAMS                | 12     |
| 07   | Russian Time        | 8      |

| Pos. | Team                 | Punkte |
| ---- | -------------------- | ------ |
| 08   | Hilmer Motorsport    | 2      |
| 09   | Venezuela GP Lazarus | 1      |
| 10   | MP Motorsport        | 0      |
| 11   | Caterham Racing      | 0      |
| 12   | Trident Racing       | 0      |
| 13   | Barwa Addax Team     | 0      |